# 石川市
石川市（日语：／ Ishikawa shi */?，琉球語：／ ）是沖繩縣的一個已不存在的市。2005年4月1日，與具志川市、中頭郡勝連町、同郡與那城町合併為宇流麻市。

## 歷史
| 時間     | 行政劃分    | 行政劃分    | 行政劃分  | 行政劃分  | 行政劃分  | 行政劃分  |
| 琉球王國 | 具志川 間切 | 與那城 間切 | 勝連 間切 | 美里 間切 | 美里 間切 | 越來 間切 |
| 1900年代 | 具志川 村   | 與那城 村   | 勝連村    | 美里村    | 美里村    | 越來村    |
| 1910年代 | 具志川 村   | 與那城 村   | 勝連村    | 美里村    | 美里村    | 越來村    |
| 1920年代 | 具志川 村   | 與那城 村   | 勝連村    | 美里村    | 美里村    | 越來村    |
| 1930年代 | 具志川 村   | 與那城 村   | 勝連村    | 美里村    | 美里村    | 越來村    |
| 1940年代 | 具志川 村   | 與那城 村   | 勝連村    | 石川市    | 美里村    | 越來村    |
| 1950年代 | 具志川 村   | 與那城 村   | 勝連村    | 石川市    | 美里村    | 胡差村    |
| 1950年代 | 具志川 村   | 與那城 村   | 勝連村    | 石川市    | 美里村    | 胡差市    |
| 1960年代 | 具志川 市   | 與那城 村   | 勝連村    | 石川市    | 美里村    |           |
| 1970年代 | 具志川 市   | 與那城 村   | 勝連村    | 石川市    | 沖繩市    | 沖繩市    |
| 1980年代 | 具志川 市   | 與那城 村   | 勝連町    | 石川市    | 沖繩市    | 沖繩市    |
| 1990年代 | 具志川 市   | 與那城町    | 勝連町    | 石川市    | 沖繩市    | 沖繩市    |
| 2000年代 | 宇流麻市    | 宇流麻市    | 宇流麻市  | 宇流麻市  | 沖繩市    | 沖繩市    |